# Hermann Maximilian Schmidt-Goebel
Hermann Maximilian Schmidt-Goebel (ur. 11 sierpnia 1809 w Pradze, zm. 17 sierpnia 1882 w Klosterneuburgu) – entomolog, lekarz, profesor i rektor Uniwersytetu Lwowskiego w roku 1870, poseł-wirylista do Sejmu Krajowego Galicji. Zajmował się głównie chrząszczami.
Studiował medycynę na Uniwersytecie w Pradze od 1828; w 1836 obronił doktorat. Jego rozprawa doktorska dotyczyła chrząszczy z okolic Pragi. Początkowo pracując częściowo jako lekarz ogólny, a w latach 1839–1842 jako asystent w katedrze specjalnej historii naturalnej na Uniwersytecie w Pradze. W 1849 powierzono mu tymczasowe prowadzenie wykładów zoologicznych dla lekarzy na Uniwersytecie Wiedeńskim, a w listopadzie tego samego roku został mianowany profesorem zwyczajnym historii naturalnej na Uniwersytecie w Ołomuńcu. Po kasacie tamtejszego Wydziału Filozoficznego, został mianowany profesorem zwyczajnym zoologii na Uniwersytecie Lwowskim w 1851 roku, gdzie pełnił tę katedrę do 1875 roku. Opublikował „Szkodliwe i pożyteczne owady w lesie, na polu i w ogrodzie” (1881), które były używane od 1882 roku w szkołach podstawowych i miejskich i były kilkakrotnie przedrukowywane wraz z sześcioma kolorowymi płytami folio (1896 pod tytułem „Szkodliwe owady rolnictwa i ogrodnictwa”). Był między innymi członkiem Towarzystwa Entomologicznego w Berlinie od 1867 roku i członkiem Towarzystwa Zoologicznego i Botanicznego w Wiedniu od 1876 roku.

## Wybrane prace
- Szkodliwe owady rolnictwa i ogrodnictwa wyd. 1896